# الجندي والموت (قصة)
الجندي والموت هي قصة خرافية للكاتب الفلكلوري الروسي ألكسندر نيكولايفيتش أفاناسيف. تحكي قصة جندي عائد من الحرب والذي كان يتشارك مع الآخرين بعض الأشياء التي بجعبته مثل الكوكيز، وكان يحصل منهم بالمثل على العديد من الهدايا. كانت الهدية الأهم بينهم هي عبارة عن كيس سحري، حيث يتميز بإمكانية حبس أي شيء بداخله بعد موافقة صاحبه، وكان هذا الموضوع مفيدا جدا من أجل تحرير القلعة من الأشباح والحصول على الشهرة والمجد في عهد القيصر، ولكنه عندما آسر الموت، تعقدت الأشياء في العالم. وكان لا أحد يموت ولا حتى هؤلاء الذين كانوا ينتظرون الموت ليريحهم من معاناتهم وأوجاعهم. وأخيرا فهم الجندي أن الموت لا يمكن أسره وأطلق سراحه حتى يكمل مهمته.